# Джеръм (окръг)
Вижте пояснителната страница за други значения на Джеръм.
Окръг Джеръм (на английски: Jerome County) е окръг в щата Айдахо, Съединени американски щати. Площ 1559 km² (0,73% от площта на щата, 38-о място по големина). Население – 20 468 души (2017), 1,34% от населението на щата, гъстота 13,13 души/km². Административен център град Джеръм.
Окръгът се намира в южната част на щата. Граничи със следните окръзи: на запад – Гудинг, на север – Линкълн, на изток – Минидока, на югоизток – Каша, на юг – Туин Фолс. Разположен е в средната част на обширната междупланинска равнина на река Снейк, като надморската височина постепенно се повишава от по-малко от 1000 m по долината на Снейк на юг до към 1300 m на север. Максимална височина връх Флат Топ Бът 4297 f, 1309 m, намиращ се на 5 km източно от административния център Джеръм. На юг по границата с окръзите Каша и Туин Фолс, на протежение около 45 мили (72 km) протича част от горното течение на река Снейк (ляв приток на Колумбия).
Най-голям град в окръга е административният център Джеръм 10 890 души (2010 г.).
През окръга преминават участъци от 1 междущатска магистрала 1 междущатско шосе:
- Междущатска магистрала  – 39 мили (62,8 km), от запад на изток;
- Междущатско шосе  – 18 мили (29 km), от юг на север.

Окръгът е образуван на 8 февруари 1919 г., като е отделен от окръг Линкълн и е наименуван по името на административния си център град Джеръм.